# Белый остров (альбом)
«Белый остров» (также известен как White Island) — студийный альбом советского и российского певца Кола Бельды, выпущенный фирмой «Мелодия» в 1989 году под каталожным номером С60 27841 007.

## Об альбоме
В основу альбома лёг собранный Бельды фольклорный материал северных народов Советского Союза — манси, долганов, эвенков, эскимосов, ульчей и др. Перевод песен на русский язык был результатом стремления донести заложенный в первоисточниках смысл до широкого слушателя; при этом, по воспоминаниям московской поэтессы Юлии Горжалцан, также хотелось сохранить текст как можно ближе к оригиналу, слова которого были необычайно свежими и яркими. Перед записью в студии новые песни исполнялись на концертах, чтобы проверить реакцию публики. Так было и во время зарубежных гастролей, в том числе на Празднике газеты французских коммунистов «Юманите» в 1987 году.
В альбоме звучат такие инструменты как варган, янгпа (ритуальный пояс с металлическим подвесками), унчху (шаманский бубен), кункаи, ритуальные стружки, а также дуэнтэ — ритуальный музыкальный инструмент, использовавшийся во время медвежьего праздника у нанайцев, ульчей, нивхов, с эпохи неолита живущих в дельте реки Амур.
В 1994 году Валерий Алахов («Новые композиторы») совместно с Бобом Стаутом записали ремикс заглавной композиции под названием «White Island».
В 1996 году альбом издан в Японии на лейбле EURA в формате CD.

## Отзывы критиков
По словам Александра Горбачёва (Афиша. Волна), пластинка («мощная и неочевидная звуковая работа с редчайшими источниками») вышла во время, когда советская эстрада переставала быть кому-то нужна; музыку в альбоме он описал как электронику вперемешку с этническими мотивами, создающую «дикую и загадочную атмосферу, сродни той, которая возникает при прослушивании западных коллективов, участвовавших в индастриал-движении, но при этом с таёжными нотками».

## Список композиций
| №                   | Название                              | Длительность |
| ------------------- | ------------------------------------- | ------------ |
| 1.                  | «Хозяин леса (песня манси)»           | 4:28         |
| 2.                  | «Чайка (долганская песня)»            | 3:35         |
| 3.                  | «Возвращение домой (чукотская песня)» | 3:24         |
| 4.                  | «К океану (юкагирская песня)»         | 5:05         |
| 5.                  | «Охотник (эвенкийская песня)»         | 3:14         |
| Общая длительность: | Общая длительность:                   | 19:46        |

| №                   | Название                        | Длительность |
| ------------------- | ------------------------------- | ------------ |
| 1.                  | «Рыбачка (эвенская песня)»      | 3:14         |
| 2.                  | «Праздник (эскимосская песня)»  | 4:14         |
| 3.                  | «Белый остров (саамская песня)» | 4:27         |
| 4.                  | «На нартах (хантыйская песня)»  | 3:37         |
| 5.                  | «Любимая (хантыйская песня)»    | 3:52         |
| 6.                  | «Приветствие (ульчская песня)»  | 2:48         |
| Общая длительность: | Общая длительность:             | 22:12        |

## Участники записи
- Кола Бельды — вокал, отбор материала, перевод текстов, аранжировки
- Юлия Горжалцан — перевод текстов
- Леонид Кушнаренко — перевод текстов
- Александр Лавров — аранжировки
- Михаил Коровин — звукорежиссёр